# FN FAL
FAL（フランス語: Fusil Automatique Léger）は、ベルギーのFN社が開発した自動小銃である。アサルトライフルを意図して開発されたが、主要製品である7.62x51mm NATO弾仕様は、バトルライフルとして製造・運用されることが普通だった。
FALはフランス語で「軽量自動小銃」を意味し、輸出向けモデルにはFALの代わりに英訳されたLight Automatic Rifle を略したLARという刻印がある。

## 概要
第二次世界大戦末期にナチス・ドイツで開発されたStG44やStG45の出現後、各国で従来の小銃弾より弱装の弾薬を使用することでライフルにフルオートマチック機能を付与する試みが進められた。ソ連ではAK-47を開発して配備を進めていた。
対する西側諸国、中でもNATO構成国はそれぞれ特徴的なライフルを独自に開発していたが、共通する特徴はそれまでのライフル弾より口径が小さく、連続射撃に適する弱装弾を採用している点であった。ベルギーの大手銃器メーカーであるFN社でもデュードネ・ジョゼフ・セヴ（Dieudonné Joseph Saive）、エルネスト・ヴェルヴィエ（Ernest Vervier）らのチームにより、1947年から弱装弾を用いるフルオート対応の新型自動小銃（のちのFAL）開発に着手していた。
しかしアメリカ合衆国は、自国のM14小銃と共に7.62x51mm弾をNATO軍標準弾薬とするよう要求した。
FN社が開発していたFALは7.92x33mm弾や.280ブリティッシュ弾など短小弾の使用を前提に設計が進められていたが、7.62x51mm弾がNATO標準弾に採用された為、これを用いるよう再設計することを余儀なくされた。結果、威力と射程は向上したものの、増大した反動によりフルオート射撃時の命中精度は低下してしまった。しかし、セミオート射撃での命中精度は良好であったため、後述のL1A1のようにフルオート射撃機能を取り去ったタイプなども生産され、様々な仕様のFALが各国で制式化された。
作動方式は、ガス圧利用（ショートストロークピストン式）、ボルト後端をアッパーレシーバー中央下部に内蔵されたロッキングピースにかみ合わせることでボルトを閉鎖するティルトボルト式のボルト閉鎖機構が採用されている。
折畳み式銃床モデルや短銃身化したカービンモデルも存在するが、全体的に全長が長く、市街地やジャングルでの取り回しに難点があったため、多くの国では短機関銃を合わせて装備することで相互補完を図った。

## バリエーション
戦後、工業近代化の過渡期に生産されたFALは、ハンドガード、ストック、グリップなどは当初木製であったが、後にハンドガードをスチール・プレス製にしたモデルが、オーストリア、オランダ、西ドイツ向けに開発された。後期モデルでは、プラスチック部品を多用し軽量化を図るなど、発展が見られる。
ハンドガード形状の異なるモデルが数多く存在するのも特徴の一つで、特にイスラエルのIMI社製の後期型はオリジナルのFALよりむしろ後続製品のCALやFNCに近い。また、オーストリア製のStG58のように二脚を標準装備したモデルも存在する。

### 軍用バージョン

#### FALO

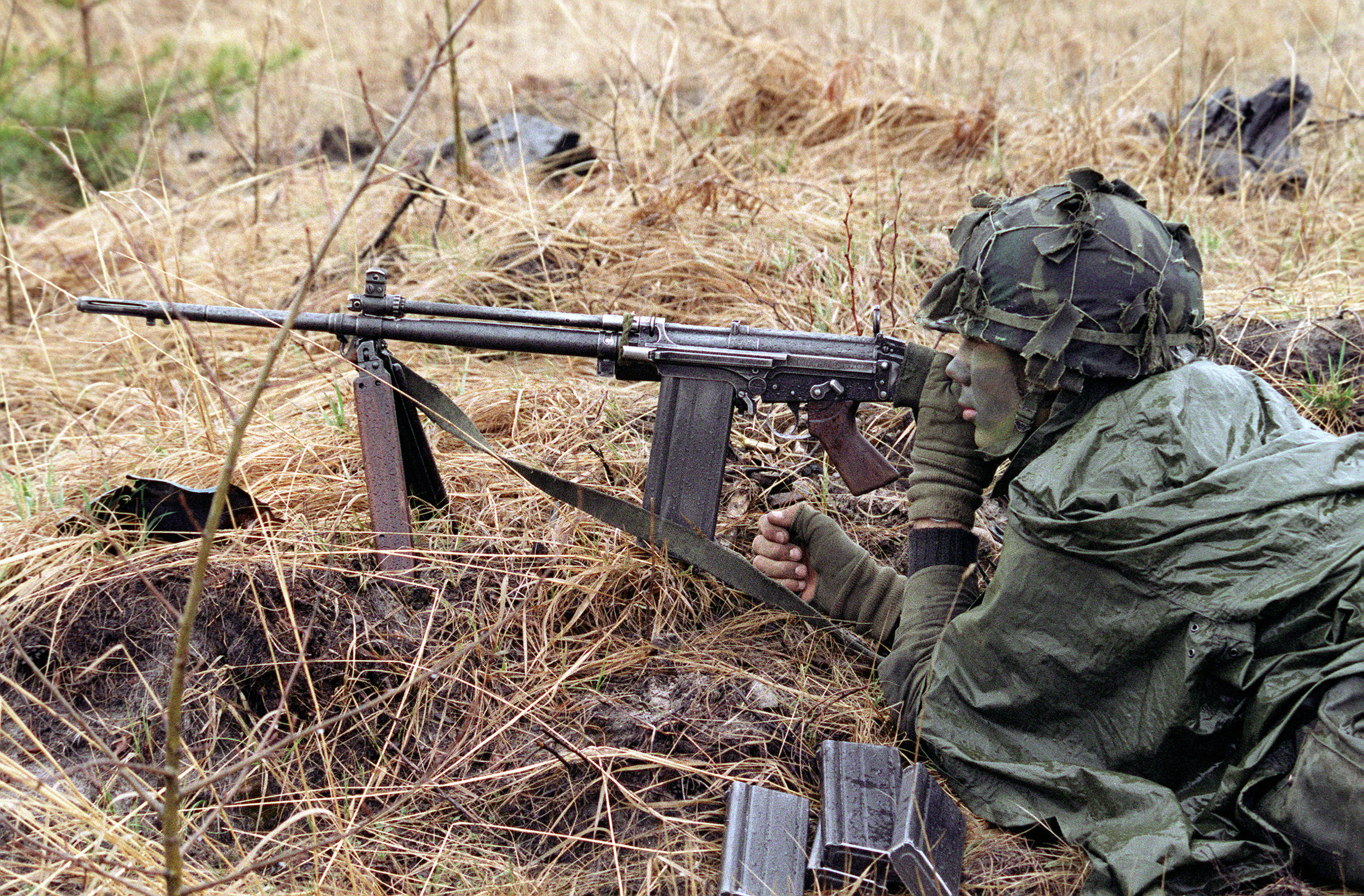
C2A1を構えるカナダ軍兵士。二脚に木製のカバーが設けられている

LAR-HB（ヘビーバレル）とも呼ばれ、肉厚銃身と二脚を追加し、30連発マガジンを装備した分隊支援火器（軽機関銃）仕様。FAL採用各国で少数使用されていた。プラスチック製銃床を装備したFAL 50.41型と木製銃床を装備したFAL 50.42型が存在する。
このタイプではハンドガードが無く銃身がむき出しの、カナダのC2A1やオーストラリア（イギリス連邦）のL2A1が有名。ただし二脚には木製カバーが付属しており、折り畳むとカバーが銃身の両側面を覆うことでハンドガードの代わりになる。

#### FAL 50.61
FAL PARA（パラトルーパー）と呼ばれる金属製折畳み式銃床装備型。リコイルスプリングの配置が変更され、固定銃床仕様では長い複合スプリングが銃床の中に設けられているのに対し、本型では短い複合スプリングがレシーバーカバー内部に収納されている。この変更に対応するため、レシーバーカバーとボルトキャリアも専用のものを装備している。

#### FAL 50.63
上記のFAL 50.61を基に、銃身長を458mm若しくは436mmに短縮したカービンタイプ。ベルギー軍空挺部隊の発注によって設計された。コッキングハンドルは折り畳み式のものに変更されている。消焔制退器は長銃身タイプと共通のため、ライフルグレネードを発射することも可能。また二脚も装着可能。

#### FAL 50.64
FAL 50.61を基に、本体の下部（ロアレシーバー）をアルミニウム合金製に変更した改良型。

#### C1
カナダは早くからFALに着目し、世界に先駆け1955年に採用。（FALの初採用国）下記イギリスのL1A1同様インチ設計でフルオート機能を持たない。当初、ハンドガード、ストック、グリップなどのプラスチック化を検討したが、極寒地でのトライアルの結果、耐久性に問題があり木製を採用している。
派生として、フルオート機能を搭載した海軍仕様C1D、キャリングハンドルがプラスチック製の改良型C1A1やC1A1D（海軍仕様）、軽機関銃仕様のC2A1がある。

#### L1A1
イギリス軍はフルオート時の反動が制御困難なことを理由としてフルオート連射機能を省略、泥や塵を排出するためボルトキャリアにスリットを施し、66mmライフルグレネードを銃口に装着し発射することが可能なSLR（Self Loading Rifle）を開発、L1A1として採用。英連邦諸国もこれに追随し、オーストラリアやインドでも生産された。オーストラリアではカナダのC2A1同様のL2A1も使用した。
イギリスではヤード・ポンド法（帝国単位）を施行していたため、インチに設計し直されている。

#### 1A
インドでは、FN社の許諾（ライセンス）を得ずに無許可で旧宗主国イギリスのSLRに基づいた模造銃を1962年に採用。イシャポール造兵廠で生産された。

#### G1

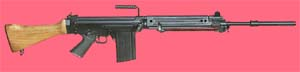
G1

ドイツ連邦共和国（西ドイツ）では、1955年に新設されたドイツ連邦軍の制式小銃G1として、細部に変更を加えたFN FALを採用した。1957年4月から1958年5月までの期間、G1は西ドイツ政府の要求を受けたFN社によって生産された。しかしベルギー政府とFN社は「西ドイツにFN FALのライセンスを与えれば、再び我々ベルギーがFN FALで攻撃されるかもしれない」などの理由で西ドイツでのライセンス生産を認めなかった為、ドイツ連邦軍は早期に次の制式小銃のトライアルを開始し、G2（SIG SG510）の試験採用を経て、G3（H&K HK31）が採用された。

#### Romat

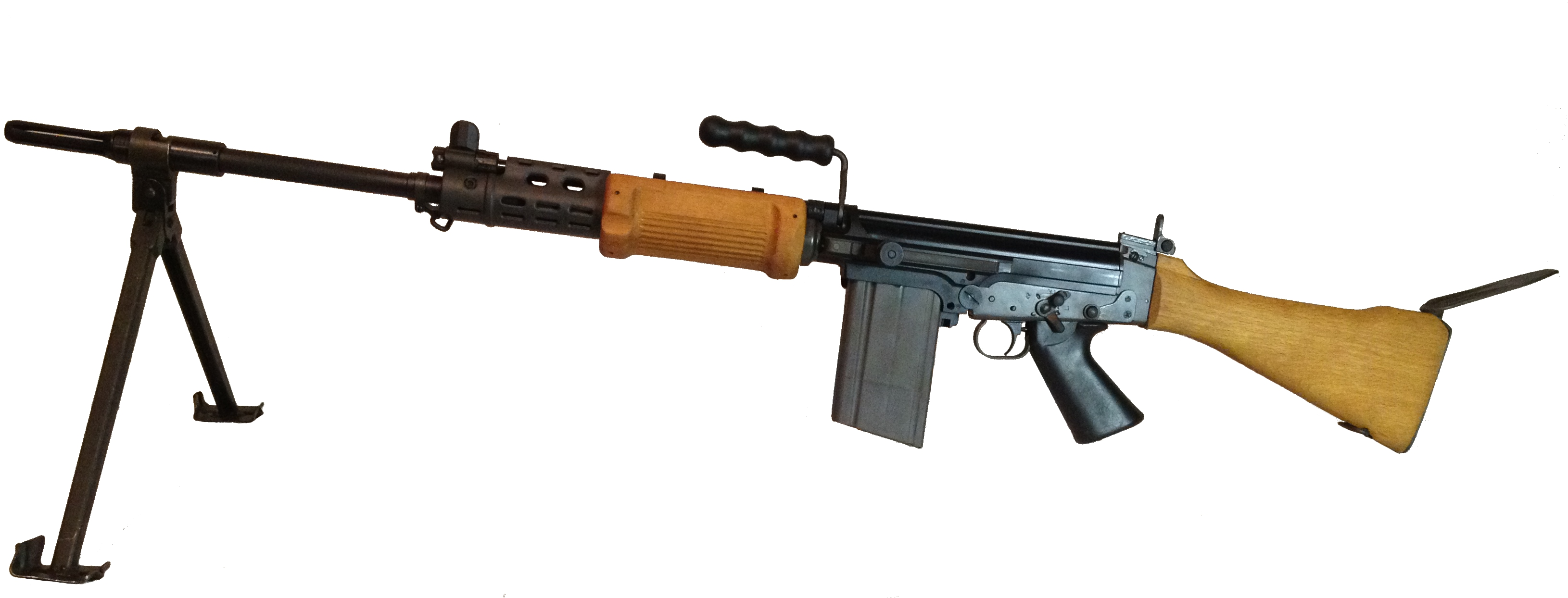
Romatの分隊支援火器モデル

イスラエルのイスラエル・ミリタリー・インダストリーズ(IMI社)が、1955年にリー・エンフィールドやKar98kなど大戦時の小銃に代わる新たなイスラエル国防軍の主力小銃として生産したもの。また、後期型には上記の通り後のFN FNCと似たデザインの木製ハンドガードが採用されている。木製ハンドガードとフロントサイト・ガスレギュレーターとの間には、通気用の穴が多数ある鋼板製バレルカバーが設けられている。後にIMI ガリルとM16シリーズに置き換えられるまで使われた。

#### Vektor R1
南アフリカのレイテオン・エンジニアリング・ワークス（Lyttleton Engineering Works、現デネル社）が、SLRをライセンス生産して1961年に南アフリカ軍が制式採用していたもの。R1、R2、R3が存在し、R1は通常のFAL 50.00。R2はカービンモデルのFAL 50.64であり、R3はセミオート限定の警察仕様タイプである。南アフリカ軍だけではなく、イギリスからL1A1が得られなくなったローデシア軍でも使用された。

#### Sturmgewehr 58
オーストリアではFALを基に、銃口消炎器にライフルグレネード射出用スリットが多数施されたモデルを1958年にSturmgewehr 58（StG 58）として採用。前期型はFN社で生産され、後期型はステアー社でライセンス生産された。

#### T48 / T48E1

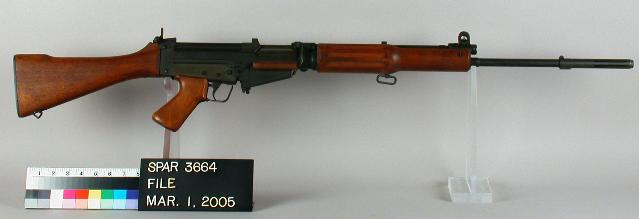
T48

アメリカ軍の制式アサルトライフル選定のために米国内で2,000挺を限定生産したFALに与えられた形式番号。T44（後のM14）との比較試験を実施したが、最終的に不採用となっている。

#### M964
ブラジルの国営軍需企業であるインベル（IMBEL）社（Industria de Materiel Belico do Brasil）によるFALのコピー。1964年より生産され、インベルMD突撃銃の基となった。バリエーションとして空挺部隊向けの折り畳みストック式のA1がある。現在はインベルIA2に置き換えられつつある。

#### インベルIA2
ブラジル軍はM964を製造していた経験を元に1992年に5.56mm NATO弾とSTANAGマガジンを使用するインベルMDを開発採用したが、主力小銃としては不十分だと認識し2010年頃からインベルMDの近代型としてインベルIA2の開発に取り掛かった。現在インベルIA2はブラジル軍の主力小銃として採用されている。
細部のデザインが変更され新たに標準でピカティニー・レールを備えるなど改良された点は少なくないが、ショートストロークピストン利用方式の機関構造や折り畳み式ストックを備えるなどインベルMDの面影を残す部分もある。

#### カザナヴSC-2005
ペルーのDesarrollos Industriales社によるFALのコピー。「SC」という単語は開発者であるセルジオ・カザナヴのイニシャルから取られている。5.56mm弾及びSTANAGマガジンを使用する小口径化モデルで、フォールディング・ストックを備える他、オリジナルのFALと同じ7.62mm仕様のバリアントも存在する。外見上は独自設計のマズルブレーキで見分けられる。
後継のSC-2010ではトップカバー及びハンドガードにピカティニー・レールを標準装備し、M4/M16に近い伸縮式ストックを備えるモデルも存在する。

#### FM FAL
アルゼンチンの国営造兵廠であるFM社（Fabrica Militar de Armas Portatiles）がライセンス生産したもの。FALを制式小銃として採用したアルゼンチンは、当初ベルギーからFALを輸入していたが、1960年から本銃のライセンス生産を始めた。軍用として1981年までに約13万挺が製造されたほか、その後も民間輸出向けのセミオートモデルの製造が続けられている。FALはスペイン語で"Fusil Automatico Liviano"と呼称され製造工場の名と合わせてFM FALとして呼称されている。フォークランド紛争にも使用され、敵対するアルゼンチンとイギリスの双方がFALを使用し、戦闘を行っている。
その後5.56mm弾とNATO標準のマガジン（STANAG マガジン）を使用できるようにしたFALM PIIIを開発した（ステアーAUG専用のマガジンを使用できるものもある）。
FALM PIIIとIMI ガリルをベースにFAA-82を設計した。

### 民間向けバージョン

#### LARコマーシャルモデル
米国では、FAL（LAR）やFALO（LAR-HB）のフルオート機構を除去したモデルが輸入された。これらのモデルはフルオート改造防止のためセーフティ・シアが無い。

#### SAR48
ブラジルのインベル（IMBEL）社が、スプリングフィールドアーモリー社を介して米国市場に投入したセミオートモデル。ハンドガードの形状がイスラエルIMI社製と酷似し、グリップが木製、通気口部分が金属製となっている。SAR48 HBという二脚付ヘビーバレル仕様の派生型がある。
日本では、銃刀法の観点からグリップとストックを一体化したサムホールストック仕様の半自動スポーツモデルSAR-4800が少数ながら狩猟用途で所持許可されている。

#### SA58
米国DSA社が生産するカスタムモデル。G1、StG58、T48を模したモデルや、SA58Tactical Seriesでは、アッパーレシーバーにスコープ（光学照準）用マウントレールが標準装備され、RASが装備されているカービンSA58 Eliteや、さらに短くしたSA58 OSW、狙撃銃のSA58 SPRなどがある。

### FAL ブルパップ
FN社がFALをブルパップ方式にしたもの。試作だけで終わった。

## 使用国

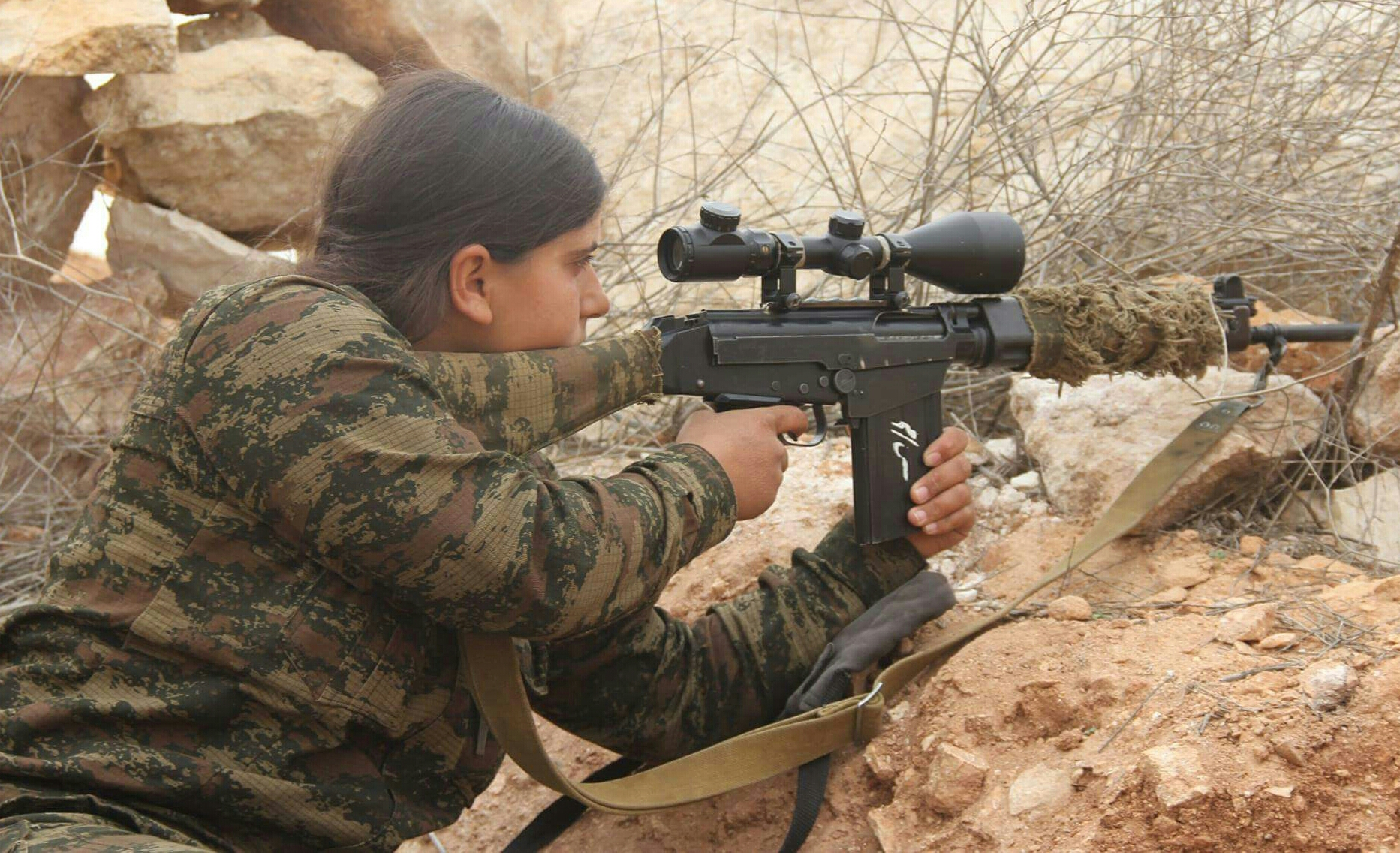
スコープを装備したFALを使用するクルド人民防衛隊兵士

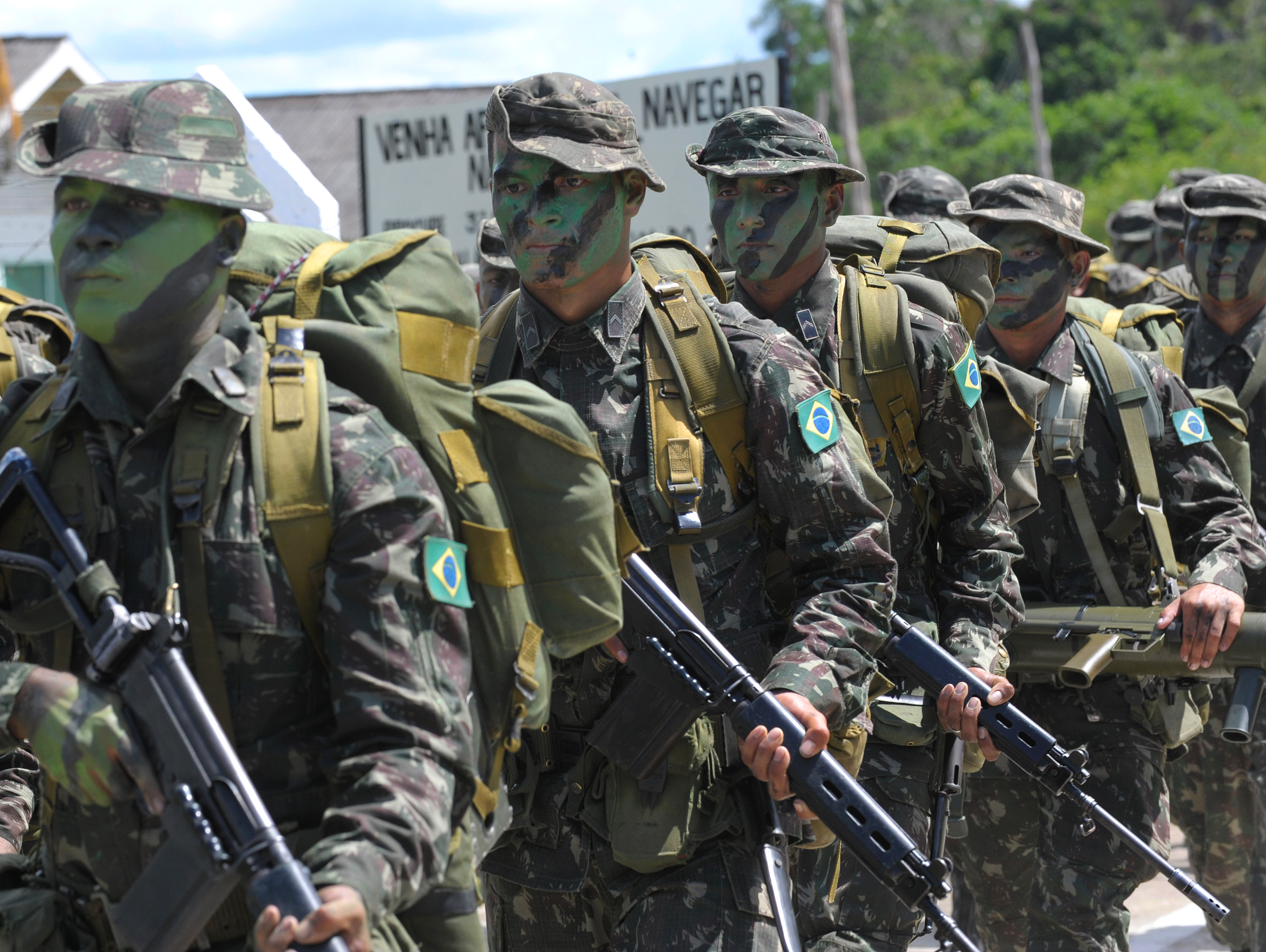
ブラジルのアマゾン軍兵士、インベルMDを使用している。

- イギリス（L1A1）（1985年にL85に置き換えた）
- カナダ（C1）（その後C7に置き換えた）
- 南アフリカ共和国（R1）（旧南アフリカ国防軍で使用された。現在はベクター R4に置き換えた）
- インド（1A）
- パキスタン
- オーストラリア（F88に置き換えた）
- ニュージーランド（ステアーAUGに置き換えた）
- ベルギー（FN FNCに置き換えた）
- オランダ（C7に置き換えた）
- ポルトガル（G3に置き換えた）
- ドイツ（G1として国境警備隊が初期に使用。H&K G3に置き換えた）
- オーストリア（StG58）（その後StG77に置き換えた）
- クロアチア
- トルコ（G3に置き換えた）
- イスラエル（1972年にIMI ガリルとM16に置き換えた）
- リビア
- ベネズエラ（近年、ロシア製のAK-103に置き換えた）
- ペルー
- アルゼンチン（FM FAL（Fusil Automatico Liviano）
- ブラジル（IMBEL MD）

以上の国の他、世界70ヶ国以上で制式採用されている。
- アメリカ合衆国（T48E1） - 非公式生産（前述）

## 備考
ヨーロッパのNATO諸国で広く採用されたFALは西側を代表するバトルライフルとなり、以下の戦争・紛争で使用された。
- 印パ戦争
第二次及び第三次印パ戦争でインド軍が装備。
- ベトナム戦争
ベトナムに派遣されたオーストラリア軍とニュージーランド軍の兵士が装備。両国の特殊部隊SASは、XM148 グレネードランチャーを取り付けるなどしている。
- 第二次中東戦争（スエズ危機） 
イギリス軍及びイスラエル国防軍が装備・使用した。
- 第三次及び第四次中東戦争
イスラエル国防軍が制式小銃として使用。
- バングラデシュ独立戦争
東パキスタンの独立軍であり現バングラデシュ軍の前身となるムクティ・バヒニ（英語版）と、独立支援のために介入したインド軍、及び上記の両軍から編成された合同軍（英語版）がベルギー製FALとインド製1A1を使用[2][3]。
- アンゴラ内戦
アンゴラ全面独立民族同盟（UNITA）支援を目的に、当時南アフリカが実効支配していたナミビア経由で幾度かアンゴラへ侵攻した南ア国防軍の制式装備。ナミビアの南アからの独立を訴える南西アフリカ人民機構（SWAPO）掃討作戦などでも使用されたほか、UNITAに供与された可能性もある。
- フォークランド紛争
イギリスとアルゼンチンの両国が共に制式装備として使用。冷戦時代の西側の国同士が交戦国という世界的にも珍しい戦争のため、小火器ではFAL以外にもFN MAG汎用機関銃やFN ブローニングHP自動拳銃、アメリカ製のブローニングM2重機関銃、さらには皮肉にもイギリス製のスターリングSMGなどが英ア両軍共通で制式採用されている。

その後、主要国においては5.56x45mm NATO弾を使用する新世代のアサルトライフルに制式兵器の地位を譲って退役したが、現在も地域紛争などで使用されている。
また、着剣装置を除き、弾倉内を5発までにしたFALスポーツ･モデルがスポーツ射撃用、もしくは狩猟用として販売されたほか、無可動実銃は現在でも日本国内で入手可能。

## 登場作品

### 映画
『エネミー・ライン3 激戦コロンビア』
アルバロと彼の部下達がSA58を使用。
『サラマンダー』
デイヴ・クリーディがL1A1を愛用。
『ダイ・ハード/ラスト・デイ』
ジャック・マクレーンがチェチェン人の車のトランクに積んであったSA58 OSWを車ごと奪うことで入手する。EOTech ホロサイト、タクティカルライト、フォアグリップが装着されており、チェルノブイリ原子力発電所での戦闘で使用する。
『チェ 28歳の革命/チェ 39歳別れの手紙』
木製のバットストックとハンドガードを備えた本銃の初期型が登場する点が見どころとの意見もある。
『デンジャー・クロース 極限着弾』
オーストラリア陸軍の兵士達がL1A1を使用。
『ヒート』
冒頭の現金輸送車襲撃の際にマイケル・チェリトがFAL 50.61を使用。
『ファイナル・オプション』
SASの山岳地帯での訓練シーンで登場。
『ワイルド・ギース』
映画オリジナルのショートタイプをトッシュが使用。

### ドラマ
『トーチウッド 人類不滅の日』
ペルー軍が所持。

### 漫画・アニメ
『HELLSING』
第九次空中機動十字軍がMH-6 リトルバードのキャビンから使用する。
『ウォースパイト〜マルスの目〜』
『うぽって!!』
ふぁるが、FAL L1A1を使用（ふぁる自身がFAL L1A1の擬人化キャラでもある）。
『こちら葛飾区亀有公園前派出所』
第65巻 FAXします！私のすべての巻にて大原 大次郎が所持。
『ゴルゴ13』
第15巻66話「アクシデンタル」の冒頭で標的の狙撃に使用したが、調達を頼んだ人物の好奇心で不発弾を入れられて狙撃に失敗する。

### 小説
『デスニードラウンド』
主人公の葛ユリがSA58を使用する。

### ゲーム
『Alliance of Valiant Arms』
ライフルマンのメイン武器として、「SA58para」が登場。
『ARMA 2』
独立拡張パック"Operation Arrowhead"に登場。
『Fallout 2』
「FN FAL」の名称で登場。実在武器の名をなかなか出すことのないFallout シリーズにおいて、数少ない実名が出た武器である。
『Far Cry 2』
耐久度があり、使用し続けるとジャムを起こしたり、暴発したりする。
『MASSIVE ACTION GAME』
ダウンロードコンテンツ第4弾によりSA58が「ゴータエリート」の名で追加された。
『Let's go jungle!』
主人公二人が所持している。しかし最終ボス戦で海に落としてしまう。
『Operation Flashpoint: Cold War Crisis』
レジスタンス陣営で使用可能なアサルトライフルとして登場する。
『PLAYERUNKNOWN'S BATTLEGROUNDS』
L1A1が「SLR」という名称で登場。
『Rush Team』
「FN-FAL」の名称で登場。
『アンチャーテッドシリーズ』
『UC2』『UC:GA』に「FAL」という名称で登場。ダットサイト付3点バースト。『UC3』ではセミオート射撃のみになり、「FAL-SS」という名でマルチプレイモードにのみ登場する。
『エースコンバット アサルト・ホライゾン』
NRFがRPG-7などとともに使用してくる。
『コール オブ デューティシリーズ』
『CoD:MW2』
FALが登場する（しかし、射撃モードがセミオートのみなのでSLRである）。主にロシア超国家主義派や民兵が使用。プレイヤーも拾って使用可能。
『CoD:BO』
マルチプレイ、キャンペーンともに登場。主に敵勢力が使用。プレイヤーも拾って使用可能。
『CoD:BO2』
FN FALと近代化改修型のFAL OSWが未来（2025年）に登場する（FALはキャンペーン、OSWはキャンペーン、マルチプレイに登場）。
『CoD:G』
近代化改修型の「SC-2010」と「IA-2」が登場。キャンペーンではSC-2010は連邦軍兵士が、IA-2は主人公達が使用する。
『CoD:MW』
FALが登場する。セミオートのみだが、ガンスミスのカスタマイズで3点バーストに変更可能。OSW風のバリアントも存在する。キャンペーンでは主にアル・カターラの民兵が使用している他、プライスも狙撃銃に改造して使用。プレイヤーも拾って使用可能。
『CoD:BO6』
マークスマンライフルとして「TR2」の名称で登場。

『スプリンターセル　ブラックリスト』
SA58 OSWが条件を満たすと購入可能。
『バトルフィールド ハードライン』
『メタルギアシリーズ』
『MGS4』
「FAL CARBINE」の名称で登場。ドレビンショップで購入可能。
『MGSPW』
「FAL」の名称で登場。

『千銃士』
「ファル」という名称で登場。擬人化キャラクター